# 円座バイパス

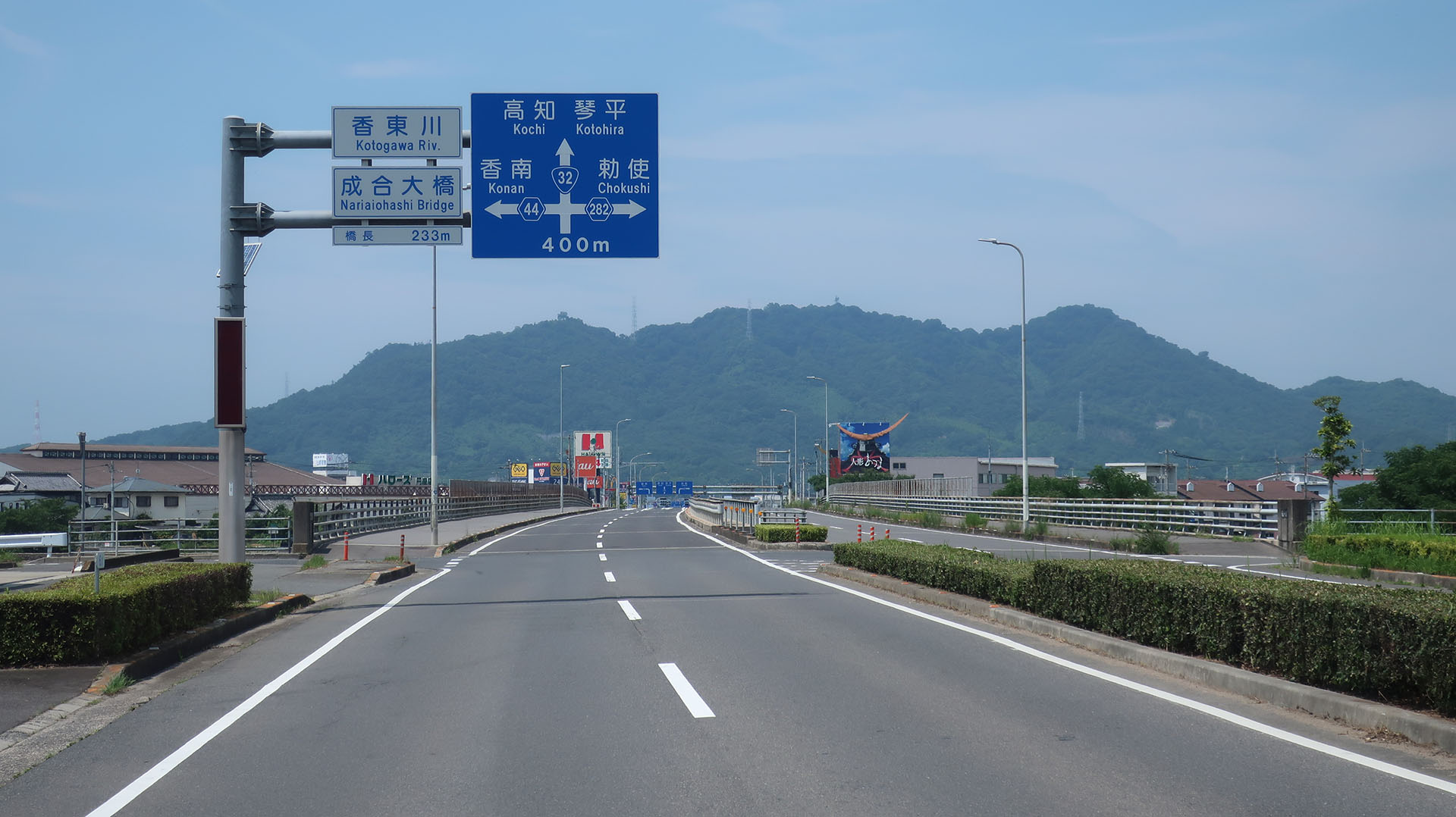
円座バイパス(成合大橋付近)
香川県高松市成合町

円座バイパス（えんざバイパス）は、香川県高松市田村町から高松市西山崎町に至る、延長4.9kmの国道32号バイパスであり、沿道地域の環境の改善、交通の円滑化と交通事故の減少を目的として計画された。1994年（平成6年）に全線が完成4車線供用しており、現在は国道32号の一部となっている。

## 概要
- 起点：高松市田村町字中川原426番3地先（峰山口交差点=国道11号高松南バイパスと接続）
- 終点：高松市西山崎町（新西山崎交差点=国道32号綾南・綾歌・満濃バイパスと接続）
- 延長：4.9km[1]
- 規格：第4種第1級[1]
- 設計速度：60km/h
- 道路幅員：30.0m[1]
- 車線幅員：3.5m
- 車線数：完成4車線
- 最高速度：60km/h

## 当該道路の位置関係
- （高松市街） - 高松南バイパス - 円座バイパス - 綾南・綾歌・満濃バイパス - （高知方面）

## 通過する自治体
- 高松市

## 交差する道路
| 交差する道路                                 | 交差点名   | 起点から (km) |
| -------------------------------------------- | ---------- | ------------- |
| 県道172号川東高松線 高松市街方面             |            |               |
| 国道11号（高松南バイパス）                   | 峰山口     | 0.0           |
| 県道171号国分寺太田上町線                    | 田中東     | 1.2           |
| 県道44号円座香南線                           | 成合大橋西 | 2.8           |
| 県道282号高松琴平線                          | 下円座     | 2.9           |
| 県道12号三木国分寺線                         | 西永井     | 3.2           |
| 県道44号円座香南線バイパス                   | 新西山崎   | 4.9           |
| 国道32号（綾南・綾歌・満濃バイパス）高知方面 |            |               |

## 主な構造物
- 成合大橋（香東川）

## 沿革
- 1973年（昭和48年）4月　事業化[2]
- 1984年（昭和59年）12月18日　高松市円座町 - 同市西山崎町(L=2.1km)の暫定2車線供用[3]
- 1988年（昭和63年）4月　高松市勅使町 - 同市円座町(L=1.6km)の暫定2車線供用[4]
- 1990年（平成2年）3月26日　高松市田村町 - 同市円座町(L=3.2km)の完成4車線供用により、全線開通（国道11号高松南バイパスと接続される）[5]
- 1994年（平成6年）12月　高松市円座町 - 同市西山崎町(L=1.7km)の4車線化完成[5]

## 交通量

### 2010年
| 区間                          | 観測地点                    | 交通量    | 交通量  | 混雑度 | 昼間平均旅行速度 | 昼間平均旅行速度 |
| 区間                          | 観測地点                    | 2010年    | 前回比  | 混雑度 | 上り             | 下り             |
| ----------------------------- | --------------------------- | --------- | ------- | ------ | ---------------- | ---------------- |
| 峰山口交差点-田中東交差点     | 高松市成合町字上所1327番地2 | 3万1468台 | -2105台 | 1.43   | 21.1km/h         | 37.3km/h         |
| 田中東交差点-成合大橋西交差点 | 高松市成合町字上所1327番地2 | 3万1468台 | -2105台 | 1.09   | 42.1km/h         | 33.4km/h         |
| 成合大橋西交差点-下円座交差点 | 高松市成合町字上所1327番地2 | 3万1468台 | -2105台 | 1.09   | 14.8km/h         | 28.5km/h         |
| 下円座交差点-西永井交差点     | 高松市成合町字上所1327番地2 | 3万1468台 | -2105台 | 1.09   | 20.6km/h         | 13.9km/h         |
| 西永井交差点-新西山崎交差点   | 高松市中間町字川向25番地1   | 2万4166台 | -3554台 | 0.68   | 31.6km/h         | 46.6km/h         |
| 平均                          | 平均                        | 3万0008台 | -2395台 | 1.10   | 26.0km/h         | 31.9km/h         |

### 2005年
| 地先                      | 平日24時間 | 平日24時間 | 平日24時間 | 平日24時間 | 休日24時間 | 休日24時間 | 休日24時間 | 休日24時間 | 休日率 |
| 地先                      | 交通量     | 混雑度     | ピーク時   | ピーク時   | 交通量     | 混雑度     | ピーク時   | ピーク時   | 休日率 |
| 地先                      | 交通量     | 混雑度     | 時間       | 旅行速度   | 交通量     | 混雑度     | 時間       | 旅行速度   | 休日率 |
| ------------------------- | ---------- | ---------- | ---------- | ---------- | ---------- | ---------- | ---------- | ---------- | ------ |
| 高松市成合町字上所1327番2 | 3万3573台  | 1.16       | 7時        | 27.5km/h   | 2万8135台  | 1.00       | 15時       | 32.4km/h   | 86%    |
| 高松市中間町字川向21番1   | 2万7720台  | 0.88       | 7時        | 20.6km/h   | 2万4258台  | 0.79       | 16時       | 41.2km/h   | 90%    |